# Нуэва-Сеговия (департамент)
Нуэ́ва-Сего́вия (исп. Nueva Segovia) — один из департаментов Никарагуа.

## География
Департамент находится на севере Никарагуа. Площадь департамента составляет 3491,28 км². Численность населения — 243 014 человек (перепись 2012 года). Административный центр — город Окоталь.
Граничит на юге с департаментом Мадрис, на востоке с департаментом Хинотега, на севере с Гондурасом.

## Муниципалитеты
В административном отношении департамент Нуэва-Сеговия подразделяется на 12 муниципалитетов:
1. Вивили
2. Дипильто
3. Килали
4. Макуэлисо
5. Мосонте
6. Мурра
7. Окоталь
8. Сан-Фернандо
9. Санта-Мария
10. Сьюдад-Антигуа
11. Халапа
12. Эль-Хикаро